# عليا الثانية
العليا الثانية تعد أهم عليا وأكثرها تأثيرًا. لقد استغرق الأمر الفترة ما بين 1904 و 1914، وخلالها ما يقرب 40,000 يهودي هاجر إلى فلسطين العثمانية، معظمها من روسيا وبولندا، وبعض من اليمن.
وكان السبب الرئيسي للعليا هو تصاعد المعاداة السامية في روسيا والمذابح في الاستيطان الشحب، ولا سيما مذبحة كيشينيف والمذابح التي حضرت الثورة الروسية عام 1905. وعلى الرغم من أن العليا ساهمت في مستوطنات يهوديات في فلسطين في نواح كثيرة، يعتبرها الكثير فاشلة، حيث ما يقرب من نصف المهاجرين غادروا فلسطين قبل موعد بدء الحرب العالمية الأولى.

## الاستيطان
وكان معظم مهاجرين عليا الثانية مثاليين، ألهم مثلي للعليا الثورية أجتاح الإمبراطورية الروسية الذي سعت لإنشاء نظام تسوية طائفية مزارعي في فلسطين. وهكذا أسسوا حركة الكيبوتس. الكيبوتس الأول, ديجانيا، تأسست في عام 1909.
أسس المهاجرين الذين كانوا يفضلون الإقامة في المدن، أهوزات بايت بالقرب من يافا، التي تم تغيير اسمها لاحقا إلى تل أبيب.

## الثقافة
يعود الفضل إلى حد كبير لالعليا الثانية لإحياء اللغة العبرية، وإقامة هذه اللغة كلغة أساسية لليهود في إسرائيل. إليعيزر بن يهودا ساهم بإنشاء قاموس العبرية الحديثة الأول. ورغم أنه كان مهاجر من العليا أولى، عمله في الغالب أثمر خلال الثانية.
يعقوب بن دوب، أصبح صانع الأفلام الأول للعمل مع اللغة العبرية. جمنازيوم هرصليه العبري بتل أبيب كانت أول مدرسة بالغة العبرية اسست مع المساعدة من العليا الثانية.

## الحماية
انشئت عليا الثانية منظمة الأمن الشومر، التي أصبحت سابقة لمستقبل المنظمات الدفاع اليهودية مثل الهجنه.